# Final de la Copa d'Europa de futbol de 1964
La final de la Copa d'Europa de 1964 va ser un partit de futbol jugat a l'estadi Prater de Viena, Àustria, el 27 de maig de 1964 com a cloenda de la Copa d'Europa de 1963-64.
El partit el van disputar l'Inter de Milà d'Itàlia i el Reial Madrid d'Espanya, cinc vegades excampió.
Un doblet d'Alessandro Mazzola juntament amb un gol d'Aurelio Milani van ajudar l'Inter de Milà a aconseguir la victòria per 3-1 i guanyar el trofeu per primera vegada.

## Rerefons
El Reial Madrid havia guanyat les cinc primeres edicions de la Copa d'Europa el 1956, 1957, 1958, 1959 i 1960. També havia arribat a la final el 1962, però la va perdre contra el Benfica.
L'Inter de Milà, que mai abans s'havia classificat per a la Copa d'Europa, va arribar a la final al primer intent.

## Ruta cap a la final
| Inter de Milà     | Inter de Milà | Inter de Milà | Inter de Milà | Ronda           | Reial Madrid     | Reial Madrid | Reial Madrid | Reial Madrid |
| ----------------- | ------------- | ------------- | ------------- | --------------- | ---------------- | ------------ | ------------ | ------------ |
| Oponent           | Agr.          | Anada         | Tornada       |                 | Oponent          | Agr.         | Anada        | Tornada      |
| Everton FC        | 1–0           | 0–0 (A)       | 1–0 (H)       | Ronda Prelim.   | Rangers          | 7–0          | 1–0 (A)      | 6–0 (H)      |
| Monaco            | 4–1           | 1–0 (H)       | 3–1 (A)       | Primera ronda   | Dinamo București | 8–4          | 3–1 (A)      | 5–3 (H)      |
| Partizan          | 4–1           | 2–0 (A)       | 2–1 (H)       | Quarts de final | AC Milan         | 4–3          | 4–1 (H)      | 0–2 (A)      |
| Borussia Dortmund | 4–2           | 2–2 (A)       | 2–0 (H)       | Semifinals      | Zürich           | 8–1          | 2–1 (A)      | 6–0 (H)      |

### Inter de Milà
L'Inter de Milà es va classificar per a la competició com a campió de la Sèrie A de 1962–63.
L'Everton FC d'Anglaterra va ser el rival de l'Inter de Milà a la ronda preliminar. Després d'un empat a zero fora de casa a l'anada, l'Inter de Milà va guanyar el partit de tornada per 1-0 a casa i va avançar a la següent ronda.
A la primera ronda, l'Inter de Milà es va enfrontar a l'AS Mònaco, que representava França a la competició. L'Inter de Milà va guanyar el partit d'anada per 1-0 a casa i el partit de tornada per 3-1 fora, per avançar amb un global de 4-1.
L'Inter de Milà es va enfrontar al Partizan de Iugoslàvia als quarts de final. L'Inter va guanyar el partit d'anada per 2-0 fora de casa i el partit de tornada per 2-1 a casa, per avançar amb un global de 4-1.
A les semifinals, l'Inter de Milà es va enfrontar al Borussia Dortmund d'Alemanya. Després d'un empat a 2 a l'anada a Dortmund, l'Inter de Milà va guanyar el partit de tornada per 2-0 a casa per avançar a la final amb un global de 4-2.

### Reial Madrid
El Reial Madrid es va classificar per a la competició com a guanyador de la Lliga de 1962–63.
A la ronda preliminar, el Reial Madrid va derrotar el Rangers d'Escòcia per 1-0 fora de casa a l'anada i per 6-0 a casa a la tornada, per avançar amb un global de 7-0.
El Dinamo de Bucarest de Romania va ser el rival del Reial Madrid a la primera ronda. Després de guanyar l'anada per 3-1 fora de casa, el Reial Madrid va guanyar el partit de tornada a casa per 5-3 per avançar amb un global de 8-4.
El Reial Madrid es va enfrontar a l'AC Milan, vigent campió d'Itàlia, als quarts de final. Després de guanyar el partit d'anada per 4-1 a casa, el Reial Madrid va perdre el partit de tornada per 2-0 fora de casa i va avançar amb un global de 4-3.
A les semifinals, el Real Madrid va derrotar el Zuric de Suïssa per 2-1 a l'anada fora de casa i per 6-0 a la tornada a casa per avançar a la final amb un global de 8-1.

## Partit

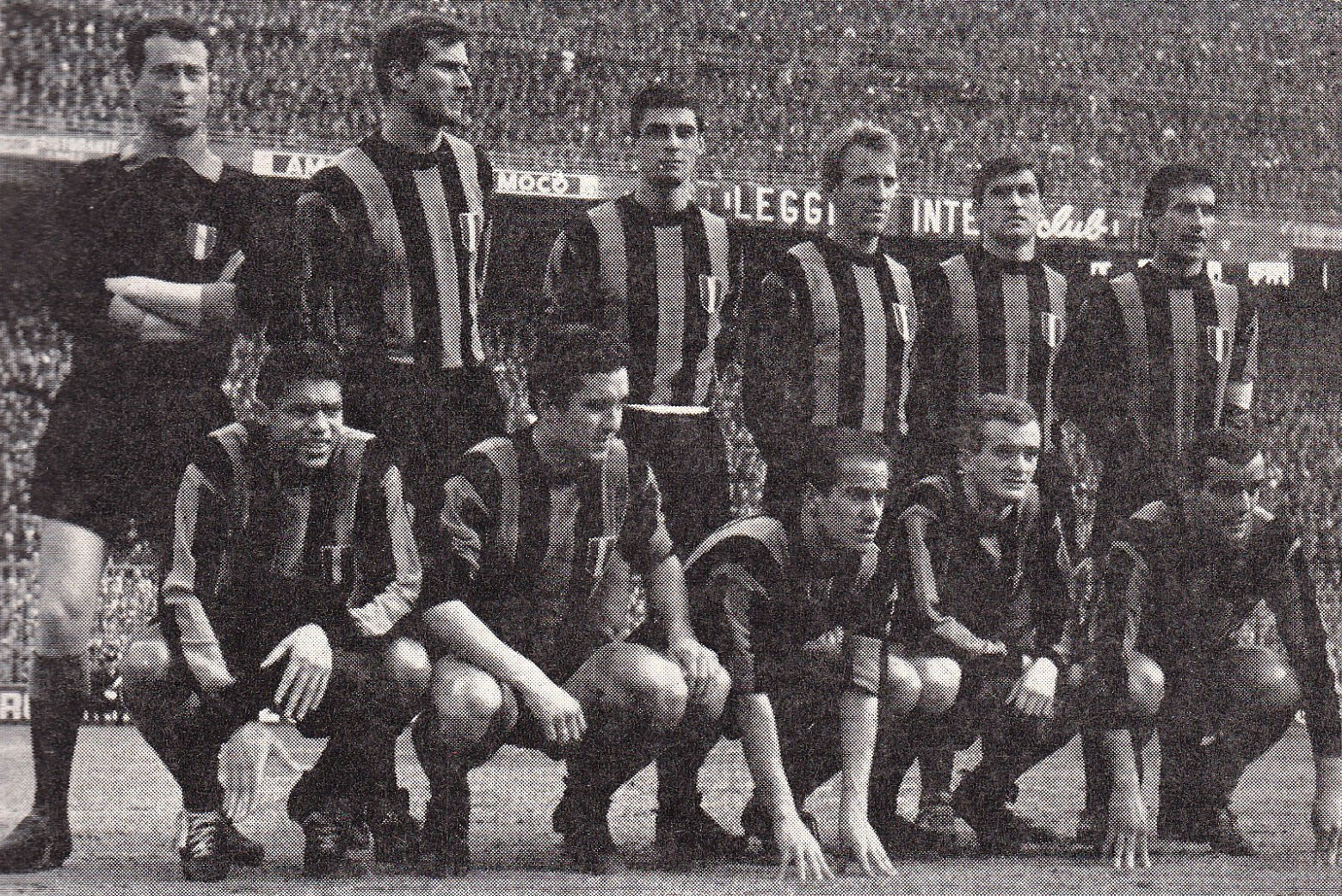
Equip de l'Inter de Milà de la temporada 1963–64

### Detalls
| Inter de Milà                 | 3–1     | Reial Madrid |
| ----------------------------- | ------- | ------------ |
| Mazzola 43', 76' · Milani 61' | Informe | Felo 70'     |

| Inter Milan | Real Madrid |

| GK              | 1  | Giuliano Sarti     |
| RB              | 2  | Tarcisio Burgnich  |
| LB              | 3  | Giacinto Facchetti |
| DM              | 4  | Carlo Tagnin       |
| CB              | 5  | Aristide Guarneri  |
| SW              | 6  | Armando Picchi (c) |
| RW              | 7  | Jair da Costa      |
| CM              | 8  | Sandro Mazzola     |
| CF              | 9  | Aurelio Milani     |
| CM              | 10 | Luis Suárez        |
| LW              | 11 | Mario Corso        |
| Entrenador:     |    |                    |
| Helenio Herrera |    |                    |

| GK           | 1  | José Vicente       |
| RB           | 2  | Isidro             |
| LB           | 3  | Pachín             |
| DM           | 4  | Lucien Muller      |
| CB           | 5  | José Santamaría    |
| DM           | 6  | Ignacio Zoco       |
| RW           | 7  | Amancio            |
| CM           | 8  | Felo               |
| CF           | 9  | Alfredo Di Stéfano |
| AM           | 10 | Ferenc Puskás      |
| LW           | 11 | Paco Gento (c)     |
| Entrenador:  |    |                    |
| Miguel Muñoz |    |                    |